# Политический процесс
Политический процесс — способ функционирования политической системы общества; совокупная деятельность субъектов политики, благодаря чему обеспечивается функционирование и развитие политической системы.

## Характер и содержание политического процесса
Сущность и содержание отдельно взятого политического процесса определяется исходя из особенностей политической системы и рассматриваемого политического режима. Так демократической системе соответствует такой тип политического процесса, при котором у граждан имеются широкие права в управлении государством, в самом государстве соблюдаются и обеспечиваются права и свободы человека и гражданина. Напротив в тоталитарном типе политической системы политический процесс всецело исключает какую-либо реальную возможность граждан участвовать в политической жизни общества, как отсутствует свобода политического и социального выбора.
По своей структуре «политический процесс состоит из субъектов, носителей политического действия и объекта — цели, которая должна быть достигнута». Политический процесс включает также средства, методы, ресурсы и исполнителей.
Виды субъектов политического процесса:
1. Субъекты социального уровня: классы, этносы, группы, индивиды, электорат, мафия, военно-промышленный комплекс, буржуазия, рабочий класс, национальные группы и др.
2. Субъекты политики институционального уровня: государство, партия, профсоюзы, университеты, школы, правительство, президент и др.
3. Функциональные субъекты: армия, церковь, лобби, СМИ, транснациональные корпорации, оппозиция, правоохранительные органы и др.[2]

Кроме субъектов политической деятельности также существуют её участники. Это могут быть социальные группы, отдельные индивиды, различные организации и т.д. Отличием участников от субъектов политической деятельности является то, что первые не имеют определённых политических целей и интересов, возможно, даже не хотят вмешиваться в политическую деятельность, но в силу определённых обстоятельств могут быть "втянуты" в политический процесс.

Политический процесс состоит как из целенаправленных «сознательных усилий субъектов политической деятельности (индивидов, социальных групп, политических партий, государственных органов и др.), так и в результате взаимодействий, которые возникают спонтанно, независимо от воли и сознания участников процесса». Г. Т. Тавадов отмечает:: 
Такая совокупность целенаправленных и спонтанных действий субъектов и участников политического процесса исключает какую-нибудь четкую заданность или обреченность политического процесса в развитии событий и явлений. В результате может получиться согласно известной поговорке: «Хотели как лучше, получилось как всегда».
Во время осуществления своих ролевых задач и позиций участники и субъекты политического процесса должны показать свою «значимость, способность воспроизводить, развивать, изменять или разрушать элементы политической системы». Отсюда благодаря политическому процессу раскрываются «как поверхностные, так и глубинные изменения, происходящие в политической системе, характеризует её переход от одного состояния к другому».
Структурно в основе политического процесса лежит несколько стадий, которые постепенно претворяются в жизнь, в при этом внутренне всё время остаются друг с другом связанными и циклически повторяются.

## Стадии политического процесса
Стадии политического процесса делятся на:
- Конституирование, образование политической системы;
- Воспроизведение компонентов и признаков данной системы;
- Принятие и выполнение политико-управленческих решений;
- Контроль функционирования и направления развития политической системы.

Г. Т. Тавадов отмечает:
Основные стадии политического процесса выражают динамику развития политической системы, в результате чего в ней происходят изменения и преобразования. Поэтому в каждом новом цикле политическая система не копирует себя, а обогатившись новыми сторонами и свойствами (например, появление избирательной системы или нового законодательства, политических блоков, партий и т. д.), в ней происходят политические изменения. Но главный процесс — повторение на новый лад того, что существовало ранее — самовоспроизводства.
На стадии воспроизводства политической системы повторяются и закрепляются, видоизменяются и обновляются исторический тип политической системы, её классовая природа, связи с другими подсистемами общества. Воспроизводятся политические отношения и институты, политические нормы и ценности, символы, язык. Воспроизводятся сами участники политического процесса как выразители определенных политических позиций, носители соответствующих взглядов, исполнители тех или иных политических ролей.

## Контроль и результат в политическом процессе
Контроль развития и существования «политической системы достигается путём предупреждения и устранения отклонений поведения частей политической системы и участников политического процесса от ориентиров и стандартов деятельности».
Результат «политического процесса зависит от совокупности независимых переменных (наличие ресурсов, благоприятных или неблагоприятных условий, то есть внешнего окружения, от вмешательства неожиданных, случайных факторов и т. д.) и зависимых, заключенных в самом политическом процессе выбранных средств, методов, исполнителей и т. д. и отношений между ними. Большая часть независимых переменных может и должна быть учтена в проекте политического процесса, так же как зависимых, однако именно эта вторая группа факторов более всего способна нарушить процесс».
В то же самое время «на политический процесс внутри отдельных стран оказывают значительное воздействие внешний фактор, глобальные политические и глобально-хозяйственные отношения и связи, вся совокупность реализаций международного характера».